# Giuseppe Zacconi
Giuseppe Zacconi, Pseudonym Giannetto Guardone (* 1910 in Viareggio; † 1970 ebenda) war ein italienischer Filmregisseur.

## Leben
Zacconi war der Sohn des Schauspielers Ermete Zacconi und trat bei zwei Gelegenheiten als Cineast in Erscheinung. 1936 war er als Organisator an Mario Monicellis noch amateurhaftem Film Pioggio d'estate beteiligt, der in den Gärten der Familie gedreht wurde; 1947 fungierte er als Produzent, Regisseur und Drehbuchautor von Le avventure di Pinocchio. Beide Male benutzte er – bis auf die Produzententätigkeit – den Namen eines Freundes, des Anwaltes Giannetto Guardone, als Pseudonym. 1969 war Zacconi in eine Pressekampagne zu seinen Ungunsten verwickelt.

## Filmografie
- 1947: Die Abenteuer des Pinocchio (Le avventure di Pinocchio)